# Die kleinen Strolche: Mush and Milk
Mush and Milk (in Deutschland auch bekannt als Milchbrei für alle) ist eine US-amerikanische Kurzfilm-Komödie der Kleinen Strolche unter Regie von Robert F. McGowan aus dem Jahre 1933.

## Handlung
Die kleinen Strolche fristen ihr Dasein in der billigen, heruntergekommenen Bleak Hill Boarding School, einem Kinderheim mit angeschlossener Grundschule. Die tyrannische Direktorin von Bleak Hill, welche einer hässlichen alten Hexe gleicht, spart gnadenlos Kosten ein, indem sie zum Beispiel die Heizung bei den Kindern abdreht und ihnen jeden Tag nur wenig schmackhaften Milchbrei vorsetzt. Sie droht den Kindern ebenfalls ständig mit Schlägen, wenn sie etwas falsch machen. Der einzige Lichtblick für die Kinder ist Old Cap, der Ehemann der bösen Direktorin sowie Lehrer der Kinder, ein gutmütiger älterer Herr, welcher jedoch von seiner Ehefrau unterdrückt und verspottet wird. Cap verspricht den Kindern, das Kinderheim mit ihnen zu verlassen, sobald er seine Alterspension erhält.
Im Verlaufe des Filmes müssen die Kinder unter anderem für den Milchbrei eine Kuh melken. Als die Milch verschüttet wird und die Kuh keine weitere Milch mehr geben kann, ersetzen die Kinder aus Angst vor Schlägen die Milch durch Gips, sodass der Milchbrei beim Frühstück extrem hart wird. Anschließend erhalten die Kinder in der ans Kinderheim angeschlossenen Schule Unterricht durch Cap, welcher – obwohl die Kinder alle Antworten falsch geben – dennoch gute Laune hat. Später dürfen die Kinder bei ihm im Unterricht sogar ihre Talente vorführen und singen, tanzen und Musikinstrumente spielen. Da ruft plötzlich der Bankier Mr. Brown an und teilt Cap mit, dass seine Altersversorgung ausgezahlt wird. Zunächst geht jedoch nicht Cap ans Telefon, sondern Spanky, und zwischen ihm und dem Bankier geschieht folgender Dialog:
- Spanky (hocherfreut): „Hellooooooooooo!“
- Mr. Brown: „Who is this?“
- Spanky (sieht ins Telefon): „I don’t know, I can’t see ya!“
- Mr. Brown (antwortet): „This is Mr. Brown of the First National Bank. Who is this?“
- Spanky: „Mister Brown of the First National Bank! That’s what you just told me!“
- Mr. Brown (verärgert): „What number is this?“
- Spanky: „How many guesses?“
- Mr. Brown (erzürnt): „What’s the big idea anyway?“
- Spanky: „I don’t know! You started it!“

Cap verlässt schließlich mit den Kindern das düstere Heim. Ohne seine böse Ehefrau besucht er mit den Kindern einen Freizeitpark. Am Ende speisen die Kinder in einem feinen französischen Restaurant. Als dort Milchbrei für die Kinder serviert wird, werfen sie den Oberkellner damit ab.

## Hintergrund
Mush and Milk war der 123. Film der Reihe, von der zwischen 1922 und 1944 über 220 Filme entstanden, und wurde vermutlich im späten Winter 1932/1933 gefilmt. Es war der letzte Our Gang-Film für Bobby „Wheezer“ Hutchins, Dickie Jackson und Dorothy DeBorba sowie Dickie Moore. Während für die ersten drei ihre Filmkarrieren weitgehend beendet waren und sie anschließend nur noch jeweils einen Film drehten, wurde Dickie Moore durch zahlreiche Langfilme zu einem populären Kinderstar der 1930er-Jahre. Mit Bobby Hutchins verließ der letzte bedeutende Darsteller der Stummfilmära die Serie.
Einen Gastauftritt als erzürnter Bankier absolviert James Finlayson, der als Gegenspieler von Laurel und Hardy in über 30 Filmen weltberühmt wurde. In der Rolle des alten Lehrers Cap wurde der in Frankreich geborene Gus Leonard (1859–1939) eingesetzt, welcher auch in weiteren Our Gang-Filmen Auftritte hatte. Die böse Direktorin wurde von der in Deutschland geborenen Louise Emmons (1852/1861/1872–1935) verkörpert, welche sich wegen ihres markanten Aussehens im Filmgeschäft auf die Darstellung böser alter Frauen spezialisiert hatte.

## Kritiken
Der All Movie Guide zählte das Telefongespräch zwischen Spanky McFarland und James Finlayson sowie die Rezitation des Erwachsenenliedes Friends, Lovers No More durch den 6-jährigen Tommy Bond zu den Highlights.